# ساسولی (بخش مرکزی هیرمند)
ساسولی یک روستا در ایران است که در استان سیستان و بلوچستان واقع شده‌است. ساسولی ۶۰۰ نفر جمعیت دارد.